# Akak (Elig-Mfomo)
Pour les articles homonymes, voir Akak.
Akak est une localité de la région du Centre au Cameroun, localisée dans la commune d'Elig-Mfomo et le département de la Lekié.

## Population
En 1964, Akak comptait 917 habitants, principalement des Eton.
Lors du recensement de 2005, ce nombre s'élevait à 817.